# 乔治娅·伯克兰
乔治娅·伯克兰（英語：Giorgia Birkeland，2002年6月14日—），美国女子速度滑冰运动员，2022年四大洲速度滑冰锦标赛女子团体追逐赛金牌得主、2023年世界速度滑冰锦标赛女子团体追逐赛铜牌得主、2024年四大洲速度滑冰锦标赛女子集体出发赛银牌得主和女子团体追逐赛铜牌得主。